# Castillo de Torremormojón
El castillo de Torremormojón es un castillo medieval español, ahora en ruinas, localizado en la pequeña localidad homónima de Torremormojón, en la provincia de Palencia, comunidad autónoma de Castilla y León. Está situado en la cumbre de un cerro aislado muy próximo a la localidad, una de las estribaciones de los montes Torozos. Formó parte de una línea defensiva de vital importancia en la Edad Media, junto con otras torres y castillos como el de Monzón de Campos. Desde el castillo se domina una gran extensión de la comarca de la Tierra de Campos; esta condición dio lugar desde antiguo al sobrenombre de «Estrella de Campos», apelativo aún común en la provincia.
En los primeros años del siglo XXI pueden verse las ruinas de lo que fue el castillo edificado en la segunda mitad del siglo XV, sobre otro más antiguo del siglo XII, cuya existencia está documentada en los legajos del Archivo de Simancas.
El castillo fue declarado Monumento Histórico Nacional en 1878 por Real Orden del Ministerio de Fomento y pese a tal declaración, su deterioro continuó. Desde el año 2008 está incluido en la Lista roja de patrimonio en peligro de la asociación para la defensa del patrimonio Hispania Nostra.

## Historia

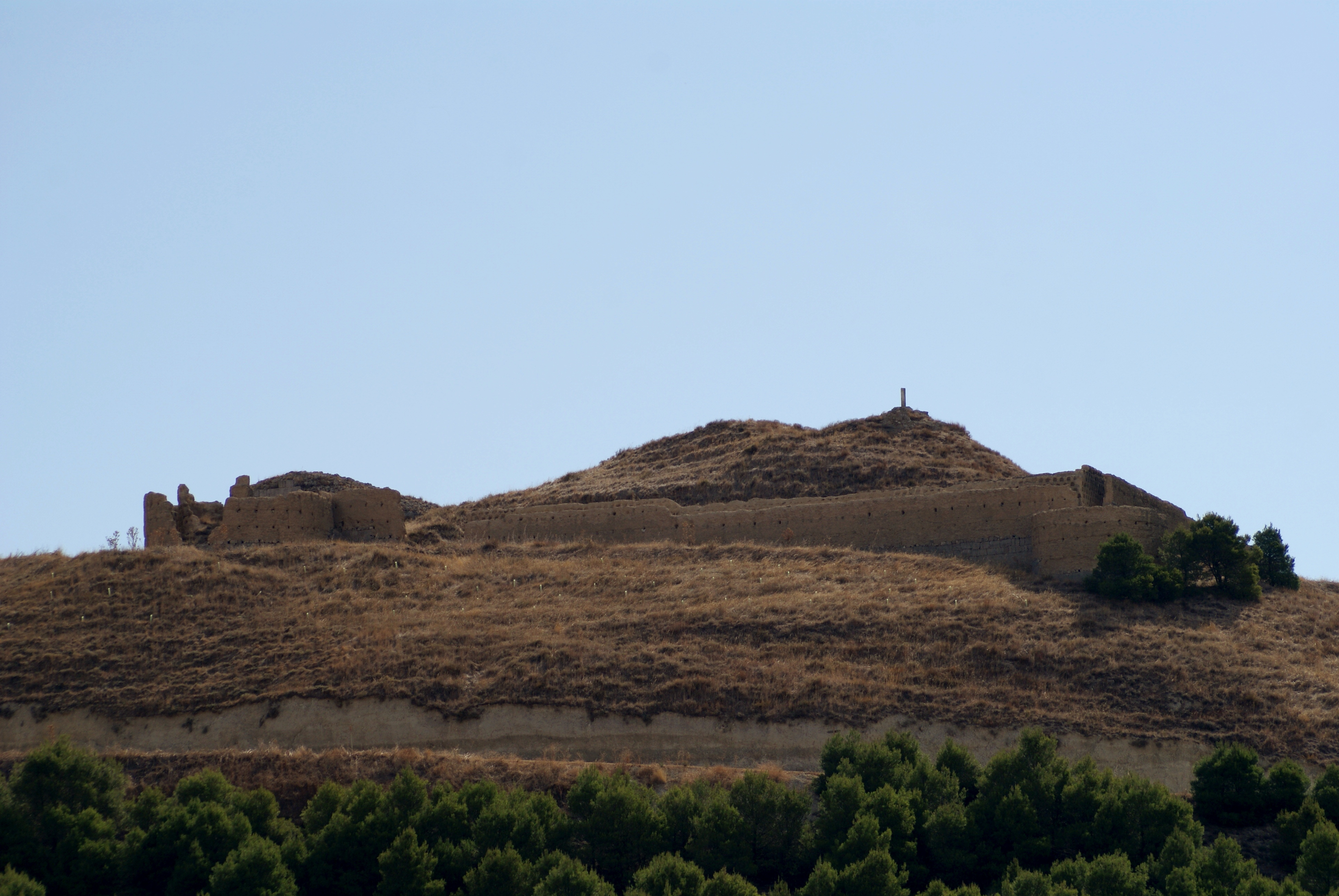
Cerro en el que se alza el castillo

La historia del castillo comienza en el siglo XII por la necesidad de crear puntos defensivos a lo largo de las fronteras entre los antiguos reinos de León y de Castilla, y también como defensa frente a los ataques musulmanes. Durante siglos, la villa y castillo de Torremormojón fueron gobernados por sucesivos tenentes nombrados por voluntad real. En los primeros años del siglo XII el conde Pedro Ansúrez, siendo vasallo de la reina Urraca, fue el primer tenente de la villa y la fortaleza. Años más tarde la tenencia recayó en Tello Fernández (1116), Pedro Martínez y Pedro González de Lara, que además era el alcalde del castillo (1124).
Entre los siglos XII y XIII fueron tenentes de la villa miembros de la Casa de Girón. De 1162 a 1193 Rodrigo Gutiérrez Girón disfrutó de esta tenencia, entre otras. Después heredó la tenencia, desde 1195 a 1215 y por voluntad del rey Alfonso VIII, su hijo Gonzalo Rodríguez Girón (también llamado Gonzalo Ruiz Girón). Tras la crisis y el enfrentamiento con Álvaro Núñez de Lara, la familia Girón cayó en desgracia pasando la tenencia a manos del rey.
Los Téllez de Meneses tuvieron a su cuidado el castillo hasta el reinado de Pedro I de Castilla, ya que su sucesor Enrique II de Trastamara donó la villa y castillo de Torremormojón a su hermano el conde Sancho de Alburquerque. Pero este personaje se deshizo de toda tenencia donándola a Garci González de Herrera.
Garci González de Herrera, mariscal de Castilla, recibió de Enrique II el título de «Señor de la Villa de la Torre». La familia Herrera mantuvo este título hasta finales del siglo XV, cuando recayó en otra familia por herencia femenina. Fue porque la heredad pasó a su hija Blanca de Herrera y Niño de Portugal (viuda de Alfonso Téllez Girón de las Casas), casada en segundas nupcias con Bernardino Fernández de Velasco, condestable de Castilla. En 1484 Blanca Herrera donó a su marido las villas de Pedraza de Campos y Torremormojón. Los Fernández de Velasco eran los condestables de Castilla y así la villa pasó por herencia a los condes de Benavente.
El pleito
Bernardino de Velasco —condestable de Castilla en el 1502— tuvo una hija con Blanca de Herrera, Ana de Velasco y Herrera, casada con Alonso Pimentel y Pacheco, 5.º conde de Benavente. Tuvo otra hija, Juliana de Velasco (Juliana Ángela Velasco Aragón, condesa de Castilnovo), hija de su segundo matrimonio con Juana de Aragón (bastarda de Fernando el católico). Bernardino fundó mayorazgo en la persona de su hija Juliana, lo que condujo a un pleito entre las dos hermanastras. Una de las consecuencias fue el enfrentamiento entre las casas de Benavente y la de Velasco (liderados por el nuevo condestable Íñigo Fernández de Velasco).
Intervino la reina Juana de Castilla ordenando una confiscación cautelar del castillo y una sentencia sobre el pleito restituyendo a Ana de Velasco y Herrera las fortalezas de Torremormojón y Cigales.
Guerras de las Comunidades
Años más tarde Torremormojón estuvo envuelta en las luchas de los comuneros contra las tropas imperiales de Carlos I. El 15 de enero de 1521 el ejército imperial tomó Ampudia, partidaria de los comuneros, pero al acudir en su ayuda Padilla y Acuña las tropas reales se retiraron y se refugiaron en Torremormojón. Pero estuvieron poco en la villa, abandonándola a su suerte ante el avance de las tropas comuneras que llegaron a poner cerco. Los habitantes de La Torre salieron en procesión pidiendo a los comuneros que no permitieran el saqueo; finalmente debieron pagar un rescate de 1500 ducados y dos mil cántaras de vino.
En 1523 el conde de Benavente subvencionó obras de refuerzo en el castillo.

## Descripción del edificio

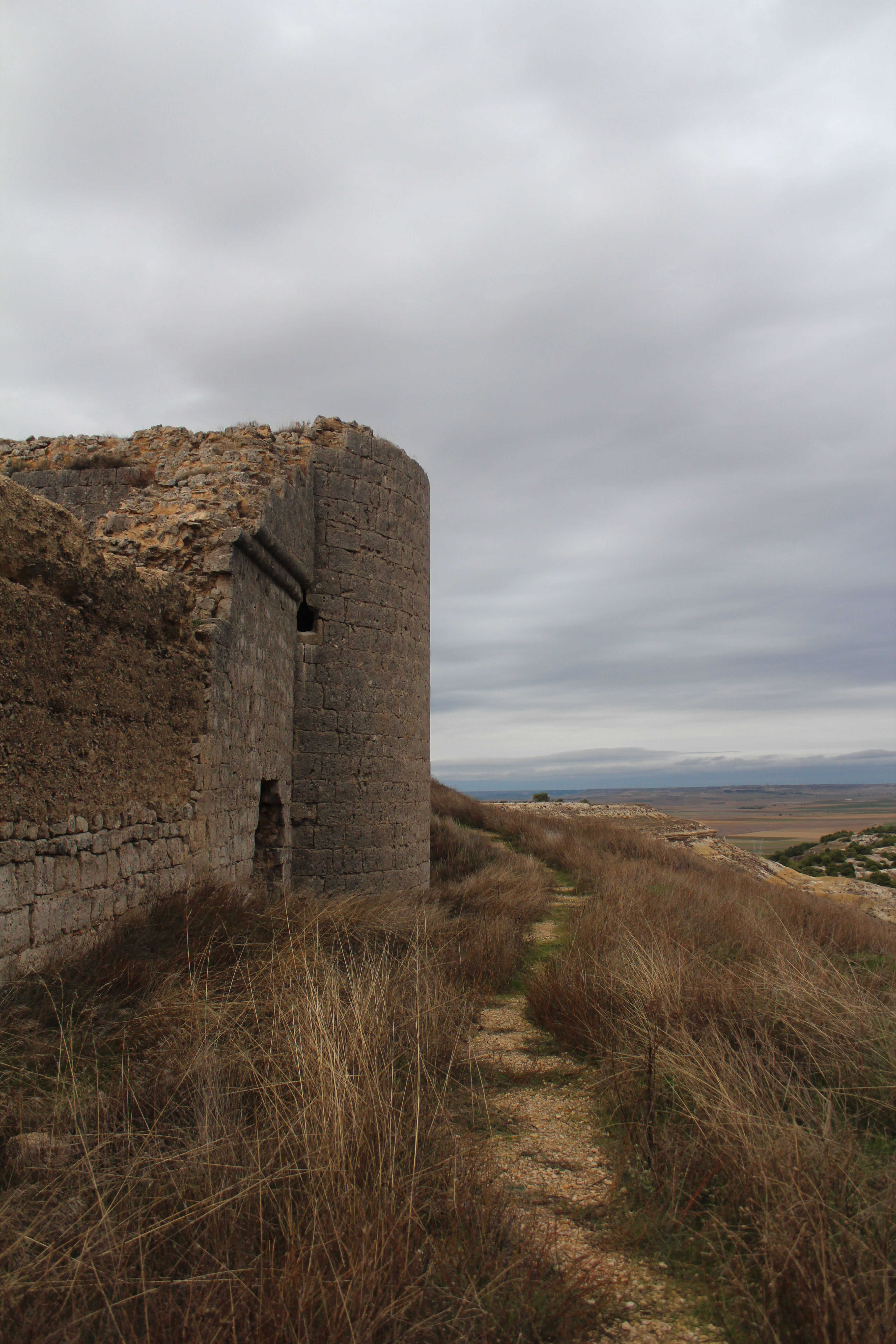
Restos del castillo

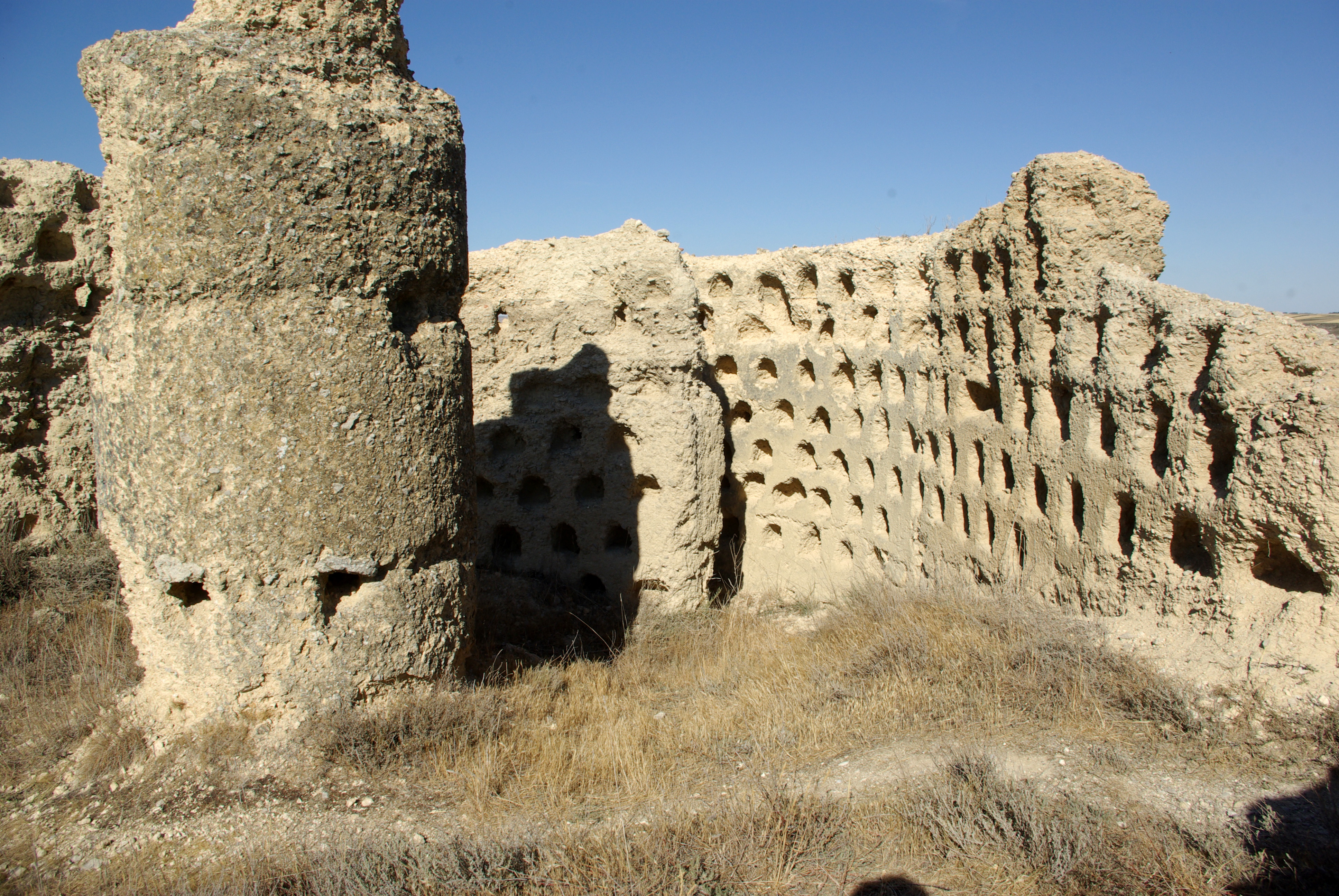
Sus paredes se usaron como palomar

El nuevo edificio se construyó entre 1502 y 1512 rodeando la torre primitiva, de la que solo se conserva una estancia abovedada; el resto es un conjunto de escombros.
Su plano es de planta cuadrada con grandes cubos en las esquinas. Todo el frente es de sillería, con muros de cuatro metros de grosor y troneras adaptadas como buzones para artillería. En las piedras se ven bastantes marcas de cantero.
Tuvo un foso interesante defendido a través de la construcción de muchas cámaras de tiro que estaban comunicadas por una galería intramuros muy parecida a la que hubo en el castillo de la Mota. Este foso precedía a un muro en cuyos ángulos se levantan dos torres circulares —con cámaras de tiro—, otra torre pentagonal en el centro —que protegía la puerta principal—, y una puerta apuntada que tuvo puente levadizo, resguardada por la dificultad de atravesar el foso que debía franquearse con la ayuda de una pasarela. 
Cuando ocurrieron los episodios de las Comunidades se hicieron obras en esa puerta convirtiéndola en una cámara de tiro con una abertura de derrame exterior diseñada para la artillería. Del resto de los muros y torres no quedan sino ruinas. Hubo un tiempo en que se aprovecharon los muros para construir un palomar gigante, pero esta construcción ahora está también abandonada y ruinosa. En la segunda mitad del siglo XIX el castillo sirvió como cantera para diversas construcciones, siguiendo la misma suerte que otros castillos cercanos como el de Villalba de los Alcores o el de Fuentes de Valdepero.